# Садове (Великопольське воєводство)
Садове (пол. Sadowie) — село в Польщі, у гміні Острув-Велькопольський Островського повіту Великопольського воєводства.
Населення — 414 осіб (2011).

## Демографія
Демографічна структура станом на 31 березня 2011 року:
|          | Загалом | Допрацездатний вік | Працездатний вік | Постпрацездатний вік |
| -------- | ------- | ------------------ | ---------------- | -------------------- |
| Чоловіки | 205     | 45                 | 138              | 22                   |
| Жінки    | 209     | 42                 | 128              | 39                   |
| Разом    | 414     | 87                 | 266              | 61                   |